# Душко Ољача
Душан Душко Ољача (Бањалука, 16. септембар 1946 – Бањалука, 13. новембар 2023) био је чувени југословенски и српски радиотелевизијски спикер, новинар и уредник.

## Биографија
Рођен је у Бањалуци, 16. септембра 1946. године. У Бањалуци је завршио гимназију. Цио радни вијек је провео у новинарству.
Године 1967. био је први спикер на Радио Бањалуци. Он се из студија Радио Бањалуке, скупа са Зринком Тузлак Јовановић, 2. фебруара 1967. године, први јавио у етар. Новинарски и спикерски посао, почетком 1970-их година, наставио је у Радио Сарајеву, гдје је био и уредник емисије за дијаспору „Петком с вама”. Јавност у бившој Југославији памтиће га као једног од најбољих спикера који је водио Дневник Телевизије Сарајево.
За вријеме Одбрамбено-отаџбинског рата, на Илиџи је био уредник Српског Радија Илиџа. Овај радио је почео са емитовањем програма 2. августа 1992. године чувеном реченицом уредника Душка Ољаче: „Овдје српски Радио Илиџа!“ Након тога један је од уредника Српског радија на Палама. Директор Радија Републике Српске био је крајем 1990-их и почетком 2000-их. Посљедњи радни ангажман имао је на Радио-телевизији Републике Српске, одакле је 2009. године отишао у пензију. Својим богатим знањем и искуством помогао је унапређењу програма јавног РТВ сервиса Републике Српске и појединачном развоју новинара, спикера и водитеља.
Добитник је многих признања и одликовања, међу којима су и награде на Радијском фестивалу у Охриду.
Преминуо је у Бањалуци, 13. новембра 2023. године. Иза себе је оставио супругу Корнелију, некадашњу уредницу Дјечијег програма на Радио Сарајеву, ћерке Ивану и Леу, које живе у Лондону и сина Андреја, који живи у Бриселу.